# Tobias Brandes
Tobias Brandes (* 5. März 1966 in Braunschweig; † 2. Februar 2017 in Berlin) war ein deutscher Physiker und Hochschullehrer.

## Leben

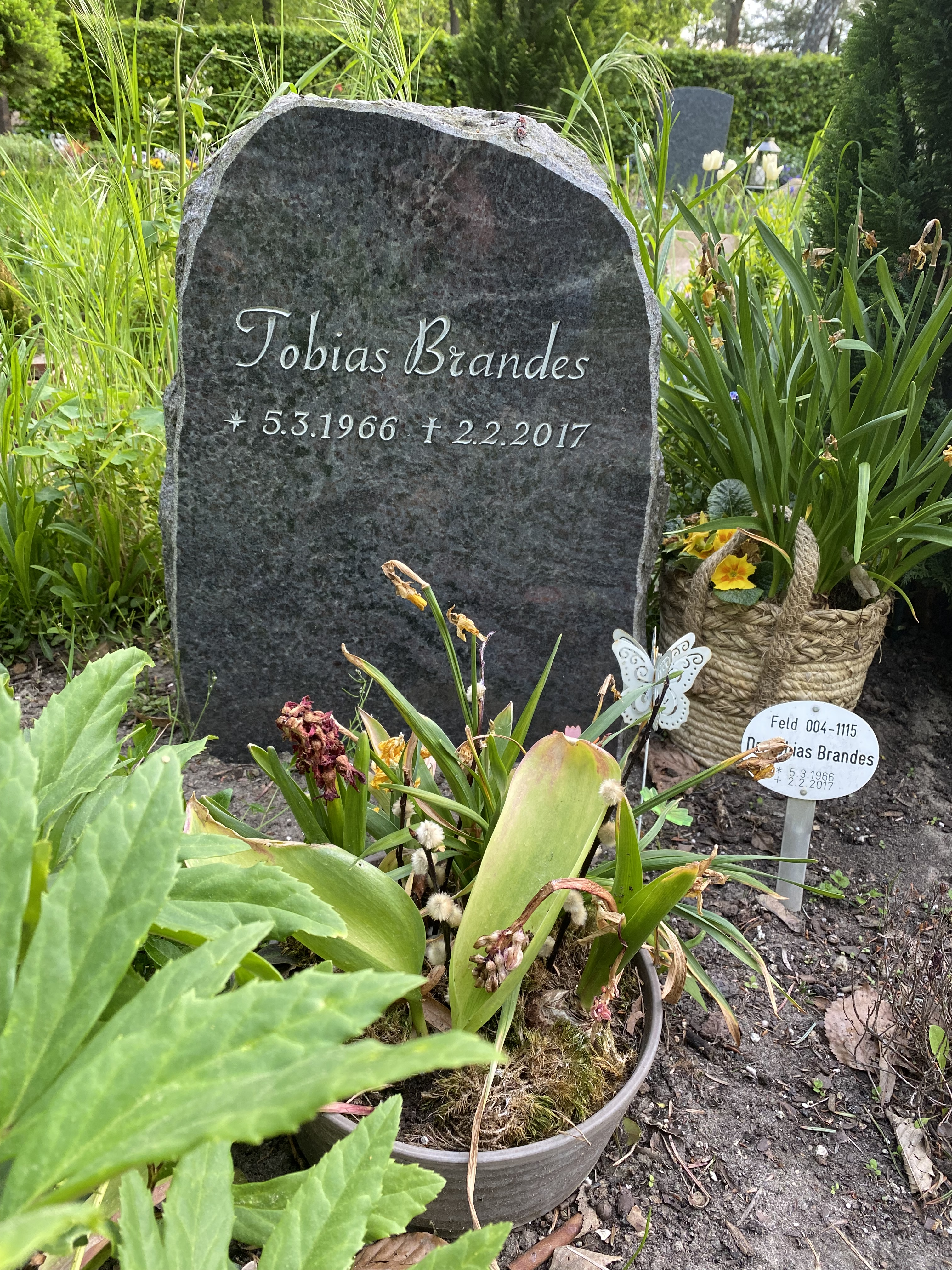
Grabstätte

Brandes begann 1985 sein Studium der Physik an der Technischen Universität Braunschweig. Er wechselte zur Universität Göttingen und fertigte bei Wilhelm Zwerger seine Diplomarbeit Functional Integral Theory for Nonlinear Polaron Transport an, mit der er 1990 das Studium abschloss. Damit begann seine Arbeit an zeitabhängigen Effekten im Quantentransport.
1992 kehrte er nach Braunschweig zurück, um in der Physikalisch-Technischen Bundesanstalt (PTB) bei Bernhard Kramer an inelastischen Prozessen beim Quantentransport zu arbeiten. Insbesondere untersuchte er die Phononenstreuung in Quantendrähten und die inelastische Streuung im ganzzahligen Quanten-Hall-Effekt. Er wechselte mit Bernhard Kramer an die Universität Hamburg, die ihn 1994 mit der Dissertation Aspects of inelastic processes in quantum transport promovierte. Anschließend arbeitete er als Post-Doc an der Dicke-Superradianz bei Arisato Kawabata und darauf bei Akira Shimizu in Tokio, wo er auch seine Frau kennenlernte. Zurück in Hamburg arbeitete er mit Bernhard Kramer an quantenoptischen Themen und an der Elektron-Phonon-Wechselwirkung in Quantenpunkten. Dazu habilitierte er sich.
2000 wurde Brandes als Lecturer an die University of Manchester berufen. Seine Untersuchungen zum Quantentransport und zur Superradianz führten ihn zu den Quantenphasenübergängen. 2006 wurde er als Professor an die Technische Universität Berlin berufen, wo er im Institut für Theoretische Physik eine Arbeitsgruppe mit einem breiten Arbeitsgebiet aufbaute. Zu den Arbeitsgebieten gehörte auch die Verallgemeinerung des Zweiten Hauptsatzes der Thermodynamik. Zur Rauschunterdrückung wurde die Rückkopplungskontrolle benutzt.
Brandes war verheiratet und hatte einen Sohn (* 2009). Seine letzte Ruhestätte fand er auf dem Friedhof Zehlendorf.